# Laboum
Laboum (koreanisch 라붐, stilisierte Schreibweise LABOUM) ist eine südkoreanische Girlgroup der dritten K-Pop-Generation, die 2014 von Global H Media, einem Joint Venture der beiden Agenturen NH Media und Nega Network, gegründet wurde. Die Gruppe debütierte offiziell am 28. August 2014 mit dem Mini-Album Petit Macaron und der Single Pit-A-Pat (두근두근). Der offizielle Fanclub-Name der Gruppe lautet „Latte“.

## Geschichte

### 2014–2015: Debüt mitPetit Macaron
Am 20. August 2014 veröffentlichten NH Media und Nega Network einen ersten Teaser ihrer neuen Girlgroup Laboum. Als Datum für das Debüt wurde der 28. August genannt. An diesem Tag debütierte die Gruppe offiziell mit dem Single-Album Petit Macaron zusammen mit der Single Pit-A-Pat (두근두근). Am 3. November wurde Petit Macaron unter dem Namen Petit Macaron:Data Pack wiederveröffentlicht. Das Album enthielt auch die neue Single What About You (어떡할래).
Am 26. März 2015 erschien das Single-Album Sugar Sugar zusammen mit der gleichnamigen Single.
Ende November erschienen die ersten Teaser für das dritte Single-Album. Aalow Aalow wurde am 6. Dezember zusammen mit der gleichnamigen Single veröffentlicht.

### 2016–2018:Miss This KissYulhees Ausstieg und Japan-Debüt
Am 15. Februar 2016 startete die Gruppe ein Projekt auf der Crowdfunding-Seite Makestar, um Geld für ihr neues Musikvideo zu sammeln. Das gesetzte Ziel von 8.261 US-Dollar wurde bereits nach 4 Stunden erreicht und insgesamt konnten bis zum Ende des Projekts 27.832,36 Dollar eingesammelt werden. Das Musikvideo zur neuen Single Journey to Atlanis (상상더하기) wurde am 6. April zusammen mit dem Mini-Album Fresh Adventure veröffentlicht.
Am 23. August erschien Laboums erstes Mini-Album Love Sign zusammen mit der Single Shooting Love (푱푱).
Am 22. März 2017 wurde ein zweites Projekt auf Makestar gestartet, um Geld für das zweite Mini-Album zu sammeln. Das Projekt erwies sich als noch erfolgreicher als das erste. Insgesamt wurden 75.751,58 Doller gesammelt werden. Das Mini-Album Miss This Kiss wurde am 17. April zusammen mit der Single Hwi Hwi (휘휘) veröffentlicht. Miss this Kiss schaffte es auf Platz 1 der Gaon Album Charts und mit Hwi Hwi konnten Laboum ihren ersten Sieg bei einer Musikshow erzielen.
Von Oktober 2017 bis Februar 2018 nahm Jinyea an der Castingshow „The Unit: Idol Rebooting Project“ teil. Sie schaffte es bis ins Finale und wurde Mitglied der temporären Girlgroup Uni.T.
Am 3. November 2017 wurde bekannt gegeben, dass Yulhee die Gruppe verlassen hatte und ihr Vertrag mit der Agentur aufgelöst wurde. Zwei Monate später, am 3. Januar 2018, gab F. T. Islands Minhwan über seinen Instagram-Account die Verlobung mit Yulhee bekannt. Am 9. Mai 2018 gab Minhwan bekannt, dass Yulhee schwanger sei. Außerdem nannte er den 19. Oktober für die Hochzeitszeremonie. Einen Tag später verkündete FNC Entertainment, dass die beiden bereits offiziell verheiratet seien. Der gemeinsame Sohn kam am 26. Mai 2018 zur Welt.
Am 24. Juli 2018 veröffentlichten Laboum die Single Between Us.
Am 7. November 2018 debütierte die Gruppe in Japan mit der Single Hwi Hwi. Nur einen Monat später, am 5. Dezember, erschien mit I’m Yours das sechste Single-Album in Südkorea.

### 2019–heute:Two of Us
Nachdem Laboum am 24. April 2019 mit Love Pop Wow!! ihr erstes Studioalbum in Japan veröffentlicht hatten, gab NH Media am 19. Juni 2019 bekannt, dass die Gruppe auf der Suche nach einem neuen Mitglied sei. Das neue Mitglied soll allerdings ausschließlich bei Aktivitäten in Japan bei der Gruppe sein.
Am 19. September 2019 erschien das erste koreanische Studioalbum Two Of Us, zusammen mit der Single Firework (불꽃놀이).
Yujeong veröffentlichte am 8. September 2021 via Instagram einen Brief an ihre Fans, in dem sie ihren Austritt aus der Gruppe nach dem Ende ihres Vertrages mit Global H Media verkündete.

## Mitglieder
| Bild                 | Name         | Geburtsname         | Geburtstag (Alter)     | Geburtsort | Position                    |
| -------------------- | ------------ | ------------------- | ---------------------- | ---------- | --------------------------- |
|                      | Soyeon 소연  | Jung So-yeon 정소연 | 4. Mai 1994 (30)       | Gwangju    | Main Vocal                  |
|                      | Jinyea 진예  | Bae Jin-ye 배진예   | 9. Juni 1994 (30)      | Bucheon    | Vocal, Main Dance, Rap      |
|                      | Haein 해인   | Yeom Hae-in 염해인  | 19. Mai 1995 (29)      | Bucheon    | Vocal, Lead Dance, Rap      |
|                      | Solbin 솔빈  | Ahn Sol-bin 안솔빈  | 19. August 1997 (27)   | Seongnam   | Lead Vocal, Rap             |
| Ehemalige Mitglieder |              |                     |                        |            |                             |
|                      | Yulhee 율희  | Kim Yul-hee 김율희  | 27. November 1997 (27) | Bucheon    | Vocal, Main Dance, Main Rap |
|                      | Yujeong 유정 | Kim Yu-jeong 김유정 | 14. Februar 1992 (33)  | Seoul      | Team leader Lead Vocal, Rap |

## Diskografie

### Studioalben
| Jahr                 | Titel Musiklabel                   | Höchstplatzierung, Gesamtwochen, AuszeichnungChartplatzierungen (Jahr, Titel, Musiklabel, Platzierungen, Wochen, Auszeichnungen, Anmerkungen) | Höchstplatzierung, Gesamtwochen, AuszeichnungChartplatzierungen (Jahr, Titel, Musiklabel, Platzierungen, Wochen, Auszeichnungen, Anmerkungen) | Anmerkungen                              |
| Jahr                 | Titel Musiklabel                   | KR | JP | Anmerkungen                              |
| -------------------- | ---------------------------------- | --- | --- | ---------------------------------------- |
| Japanische Alben     |                                    | | |                                          |
|                      |                                    | | |                                          |
| 2019                 | Love Pop Wow!! Nippon Columbia     | — | JP58 (2 Wo.)JP | Erstveröffentlichung: 24. April 2019     |
| Südkoreanische Alben |                                    | | |                                          |
|                      |                                    | | |                                          |
| 2019                 | Two Of Us Global H Media, NHN Bugs | KR27 (2 Wo.)KR | — | Erstveröffentlichung: 19. September 2019 |

### EPs
| Jahr | Titel Musiklabel                             | Höchstplatzierung, Gesamtwochen, AuszeichnungChartsChartplatzierungen (Jahr, Titel, Musiklabel, Platzierungen, Wochen, Auszeichnungen, Anmerkungen) | Anmerkungen                            |
| Jahr | Titel Musiklabel                             | KR | Anmerkungen                            |
| ---- | -------------------------------------------- | --- | -------------------------------------- |
| 2016 | Love Sign Global H Media, LOEN Entertainment | KR13 (6 Wo.)KR | Erstveröffentlichung: 23. August 2016  |
| 2017 | Miss This Kiss Global H Media, Interpark     | KR1 (3 Wo.)KR | Erstveröffentlichung: 17. April 2017   |
| 2020 | Blossom Global H Media, Interpark            | KR18 (1 Wo.)KR | Erstveröffentlichung: 3. November 2020 |

### Single-Alben
| Jahr | Titel Musiklabel                                  | Höchstplatzierung, Gesamtwochen, AuszeichnungChartsChartplatzierungen (Jahr, Titel, Musiklabel, Platzierungen, Wochen, Auszeichnungen, Anmerkungen) | Anmerkungen                            |
| Jahr | Titel Musiklabel                                  | KR | Anmerkungen                            |
| ---- | ------------------------------------------------- | --- | -------------------------------------- |
| 2014 | Petit Macaron Global H Media, CJ E&M              | KR15 (4 Wo.)KR | Erstveröffentlichung: 24. August 2014  |
| 2014 | Petit Macaron: Data Pack a Global H Media, CJ E&M | KR25 (2 Wo.)KR | Erstveröffentlichung: 3. November 2014 |
| 2015 | Sugar Sugar Global H Media, CJ E&M                | KR17 (5 Wo.)KR | Erstveröffentlichung: 26. März 2015    |
| 2015 | Aalow Aalow Global H Media, CJ E&M                | KR26 (5 Wo.)KR | Erstveröffentlichung: 6. Dezember 2015 |
| 2016 | Fresh Adventure Global H Media, Windmill Media    | KR9 (6 Wo.)KR | Erstveröffentlichung: 6. April 2016    |
| 2018 | Between Us Global H Media, NHN Bugs               | KR17 (4 Wo.)KR | Erstveröffentlichung: 24. Juli 2018    |
| 2018 | I’m Yours Global H Media, NHN Bugs                | KR22 (2 Wo.)KR | Erstveröffentlichung: 5. Dezember 2018 |

### Singles
| Jahr                   | Titel Album                                        | Höchstplatzierung, Gesamtwochen, AuszeichnungChartplatzierungen (Jahr, Titel, Album, Platzierungen, Wochen, Auszeichnungen, Anmerkungen) | Höchstplatzierung, Gesamtwochen, AuszeichnungChartplatzierungen (Jahr, Titel, Album, Platzierungen, Wochen, Auszeichnungen, Anmerkungen) | Anmerkungen                                             |
| Jahr                   | Titel Album                                        | KR | JP | Anmerkungen                                             |
| ---------------------- | -------------------------------------------------- | --- | --- | ------------------------------------------------------- |
| Südkoreanische Singles |                                                    | | |                                                         |
|                        |                                                    | | |                                                         |
| 2014                   | Pit-A-Pat (두근두근) Petit Macaron                 | — | — | Erstveröffentlichung: 24. August 2014                   |
| 2014                   | What About You (어떡할래) Petit Macaron: Data Pack | — | — | Erstveröffentlichung: 3. November 2015                  |
| 2015                   | Sugar Sugar                                        | — | — | Erstveröffentlichung: 27. März 2015                     |
| 2015                   | Aalow Aalow (아로아로) Aalow Aalow                 | — | — | Erstveröffentlichung: 6. Dezember 2015                  |
| 2016                   | Shooting Love (푱푱) Love Sign                     | — | — | Erstveröffentlichung: 23. August 2016                   |
| 2016                   | Winter Story (겨울동화) –                          | — | — | Erstveröffentlichung: 2. Dezember 2016                  |
| 2017                   | Hwi Hwi (휘휘) Miss This Kiss                      | — | — | Erstveröffentlichung: 17. April 2017 Verkäufe: + 18.137 |
| 2017                   | Only U (두바둡) –                                  | — | — | Erstveröffentlichung: 25. Juli 2017                     |
| 2018                   | Between Us (체온) Between Us                       | — | — | Erstveröffentlichung: 24. Juli 2018                     |
| 2018                   | Turn It On (불을 켜) I’m Yours                     | — | — | Erstveröffentlichung: 5. Dezember 2018                  |
| 2019                   | Love Me Love Pop Wow!!                             | — | — | Erstveröffentlichung: 2019                              |
| 2019                   | Firework (불꽃놀이) Two Of Us                      | — | — | Erstveröffentlichung: 19. September 2019                |
| 2019                   | Winter++ –                                         | — | — | Erstveröffentlichung: 2019                              |
| 2020                   | Cheese –                                           | — | — | Erstveröffentlichung: 24. Dezember 2020                 |
| 2021                   | Journey to Atlantis (상상더하기) Fresh Adventure   | KR10 (25 Wo.)KR | — | Erstveröffentlichung: 6. April 2021                     |
| 2021                   | Kiss Kiss Blossom                                  | — | — | Erstveröffentlichung: 2021                              |
| 2021                   | White Love (스키장에서) –                          | — | — | Erstveröffentlichung: 2021 feat. Layone                 |
| Japanische Singles     |                                                    | | |                                                         |
|                        |                                                    | | |                                                         |
| 2018                   | Hwi Hwi Love Pop Wow!!                             | — | JP16 (2 Wo.)JP | Erstveröffentlichung: 7. November 2018                  |

## Auszeichnungen

### Preisverleihungen
2018
- Korea Culture And Entertainment Awards – K-Pop Artist Award[22]

### Musikshows
Laboums Siege bei Musikshows
| Jahr | Datum     | Titel   |
| ---- | --------- | ------- |
| 2017 | 28. April | Hwi Hwi |